# Kanton Neuvy-le-Roi
Der Kanton Neuvy-le-Roi ist ein ehemaliger, bis 2015 bestehender französischer Wahlkreis im Arrondissement Tours, im Département Indre-et-Loire und in der Region Centre-Val de Loire; sein Hauptort war Neuvy-le-Roi.
Der Kanton Neuvy-le-Roi war 254,03 km² groß und hatte 6430 Einwohner (Stand: 2012).

## Gemeinden
Der Kanton umfasste die Wahlberechtigten aus zehn Gemeinden:
| Gemeinde                     | Einwohner Jahr | Fläche km² | Bevölkerungsdichte | Code INSEE | Postleitzahl |
| ---------------------------- | -------------- | ---------- | ------------------ | ---------- | ------------ |
| Bueil-en-Touraine            | 322 (2013)     | –          | – Einw./km²        | 37041      | 37370        |
| Chemillé-sur-Dême            | 699 (2013)     | –          | – Einw./km²        | 37068      | 37370        |
| Épeigné-sur-Dême             | 170 (2013)     | –          | – Einw./km²        | 37101      | 37370        |
| Louestault                   | 387 (2013)     | –          | – Einw./km²        | 37135      | 37370        |
| Marray                       | 434 (2013)     | –          | – Einw./km²        | 37149      | 37370        |
| Neuvy-le-Roi                 | 1112 (2013)    | –          | – Einw./km²        | 37170      | 37370        |
| Saint-Aubin-le-Dépeint       | 312 (2013)     | –          | – Einw./km²        | 37207      | 37370        |
| Saint-Christophe-sur-le-Nais | 1095 (2013)    | –          | – Einw./km²        | 37213      | 37370        |
| Saint-Paterne-Racan          | 1654 (2013)    | –          | – Einw./km²        | 37231      | 37370        |
| Villebourg                   | 288 (2013)     | –          | – Einw./km²        | 37274      | 37370        |